# Marianne Gossweiler
Marianne Gossweiler (Schaffhausen, 15 de maio de 1943) é uma adestradora suíça.

## Carreira
Marianne Gossweiler representou seu país nos Jogos Olímpicos de 1964 e 1956, na qual conquistou a medalha de prata e bronze no adestramento por equipes.